# Aina
Aina es un proyecto de power metal sinfónico producido por Sascha Paeth.

## Discografíca
- Days of Rising Doom (2003)

## Miembros

### Fundadores
- Robert Hunecke-Rizzo (Heaven's Gate, Luca Turilli, Rhapsody of Fire, Kamelot).
- Productor - Sascha Paeth (Heaven's Gate, Luca Turilli, Rhapsody of Fire, Kamelot).
- Teclados y adaptadores - Michael "Miro" Rodenberg (Heaven's Gate, Luca Turilli, Rhapsody of Fire, Kamelot).
- Vocales y líricas - Amanda Somerville - Voz virginal y conciencia de Oriana (Luca Turilli).

### Invitados
Cantantes:
- Glenn Hughes (Deep Purple, Black Sabbath) - Talon
- Michael Kiske (Helloween, Unisonic) - Narrador
- Andre Matos (ex-Shaaman, ex Angra) - Tyran
- Candice Night (Blackmore's Night) - Oria
- Sass Jordan - Oriana
- Tobias Sammet (Edguy, Avantasia) - Narrador
- Marco Hietala (Nightwish) - Syrius
- Sebastian Thomson - The Storyteller
- Damian Wilson - King Tactius (Ayreon, Star One, Landmarq)
- Thomas Rettke - Torek (Sorvahr) (Heaven's Gate)
- Olaf Hayer - Baktúk (Luca Turilli)
- Cinzia Rizzo - Voz operática y coros (Luca Turilli, Rhapsody, Kamelot)
- Rannveig Sif Sigurdardottir - Voz Operática (Luca Turilli)
- Simone Simons - mezzo-soprano Voz (Epica)
- Oliver Hartmann y Herbie Langhans - The Prophets (At Vance, Luca Turilli, Seventh Avenue)
  - Dirigido por David Swinson

Músicos:
- Olaf Reitmeier (Virgo) - Guitarras Acústicas en Revelations & Serendipity.
- Derek Sherinian (ex-Dream Theater) - Solo de Teclado en The Siege of Aina.
- Jens Johansson (Stratovarius, Yngwie Malmsteen, Dio) - Solo de Teclado en Revelations.
- T.M. Stevens - Bajo en Son of Sorvahr.
- Axel Naschke (Gamma Ray)- Órgano en Son of Sorvahr.
- Erno "Emppu" Vuorinen (Nightwish, Altaria) - Solo de Guitarra en Rebellion.
- Thomas Youngblood (Kamelot, Ian Parry) - Solo de Guitarra en Lalae Amêr.
- Erik Norlander (Ayreon, Ambeon) - Solo de Teclado en aina".